# Robert Doornbos
Robert Michael Doornbos (Rotterdam, 23 settembre 1981) è un ex pilota automobilistico olandese.

## Carriera
Dopo aver vinto una gara in Formula 3000, ha esordito al volante di una Formula 1 nel 2004 come pilota di riserva e collaudatore per la Jordan, posizione che ha mantenuto nella prima metà della stagione 2005. A partire dal Gran Premio di Germania ha gareggiato come pilota ufficiale della Minardi sostituendo Patrick Friesacher. Nella stagione 2006 è stato riserva e collaudatore per la Red Bull e ha sostituito Christian Klien come pilota ufficiale nelle ultime tre corse. Nel 2007 corre nella Champ Car, ed ha esordito con un ottimo secondo posto nella prima gara del campionato disputata a Las Vegas. A fine stagione ha vinto anche il premio di Rookie of the Year, ovvero di debuttante dell'anno, in quella che è stata l'ultima stagione della storia della Champ Car, che dal 2008 è stata rilevata dal proprietario dell'Indycar Tony George. Nel 2008 ha corso nella Superleague Formula, finendo terzo a fine stagione. Dopo aver detto addio al Motorsport nel 2009, ha creato nel 2016 una società attiva nell’industria dei sex toys.

## Risultati F1
| 2004 | Scuderia | Vettura |  |  |  |  |  |  |  |  |  |  |  |  |  |  |  |    |    |    |  | Punti | Pos. |
| ---- | -------- | ------- |  |  |  |  |  |  |  |  |  |  |  |  |  |  |  | -- | -- | -- |  | ----- | ---- |
| 2004 | Jordan   | EJ14    |  |  |  |  |  |  |  |  |  |  |  |  |  |  |  | TP | TP | TP |  | –     |      |

| 2005 | Scuderia       | Vettura   |    |    |    |    |    |    |  |  |    |    |    |    |     |    |    |    |     |    |    | Punti | Pos. |
| ---- | -------------- | --------- | -- | -- | -- | -- | -- | -- |  |  | -- | -- | -- | -- | --- | -- | -- | -- | --- | -- | -- | ----- | ---- |
| 2005 | Jordan Minardi | EJ15 PS05 | TP | TP | TP | TP | TP | TP |  |  | TP | TP | TP | 18 | Rit | 13 | 18 | 13 | Rit | 14 | 14 | 0     | 25º  |

| 2006 | Scuderia | Vettura |    |    |    |    |    |    |    |    |    |    |    |    |    |    |    |    |    |    |  | Punti | Pos. |
| ---- | -------- | ------- | -- | -- | -- | -- | -- | -- | -- | -- | -- | -- | -- | -- | -- | -- | -- | -- | -- | -- |  | ----- | ---- |
| 2006 | Red Bull | RB2     | TP | TP | TP | TP | TP | TP | TP | TP | TP | TP | TP | TP | TP | TP | TP | 12 | 13 | 12 |  | 0     | 24º  |

| Legenda | 1º posto     | 2º posto | 3º posto    | A punti         | Senza punti/Non class.  | Grassetto – Pole position Corsivo – Giro più veloce |
| Legenda | Squalificato | Ritirato | Non partito | Non qualificato | Solo prove/Terzo pilota | Grassetto – Pole position Corsivo – Giro più veloce |